# لبنان في الألعاب الأولمبية الصيفية 2004
شاركت لبنان في دورة الألعاب الأولمبية الصيفية لعام 2004، والتي أقيمت في مدينة أثينا في اليونان خلال الفترة من 13 أغسطس (آب) 2004، وحتى 29 أغسطس (آب) 2004 بمُشاركة 10557 رياضي من 201 دولة بينهم 6257 لاعب في منافسات الرجال و4300 لاعبة في منافسات السيدات، وتنافسوا في 28 رياضة خلال 301 منافسة. كانت هذه هي المُشاركة الخامسة عشرة للبنان في بطولة الألعاب الأولمبية الصيفية منذ إنشائها، ولم تتمكّن لبنان خلال منافسات هذه النُسخة من البطولة من حصد أيّة ميداليات.

## الميداليات
لم يتمكّن لاعبو لبنان من حصد أية ميداليات خلال منافسات بطولة دورة الألعاب الأولمبية الصيفية في عام 2004.

## اللاعبون المُشاركون
شاركت لبنان في منافسات هذه النُسخة من بطولة دورة الألعاب الأولمبية الصيفية عام 2004 بخمسة لاعبين، بينهم ثلاثة في منافسات الرجال واثنتين في منافسات السيدات في رياضات ألعاب القوى والرماية والسباحة. وتوضح الجداول التالية عدد وأسماء اللاعبين المُشاركين من لبنان في كل رياضة في هذه النُسخة من البطولة:
| الرياضة     | الرجال | السيدات | المجموع |
| ----------- | ------ | ------- | ------- |
| ألعاب القوى | 1      | 1       | 2       |
| الرماية     | 1      | 0       | 1       |
| السباحة     | 1      | 1       | 2       |
| المجموع     | 3      | 2       | 5       |

أسماء اللاعبين المُشاركين:
| اسم اللاعب المُشارك | اللعبة      |
| ------------------ | ----------- |
| جان كلود رباط      | ألعاب القوى |
| غريتا تسلاكيان     | ألعاب القوى |
| نضال أسمر          | الرماية     |
| عبد الرحمن كعكي    | السباحة     |
| غزل الجبيلي        | السباحة     |

## النتائج

### منافسات ألعاب القوى

#### منافسات الرجال
| اسم اللاعب    | المنافسات | الأدوار المؤهلة | الأدوار المؤهلة | الدور النهائي | الدور النهائي |
| اسم اللاعب    | المنافسات | مسافة           | المركز          | المسافة       | المركز        |
| ------------- | --------- | --------------- | --------------- | ------------- | ------------- |
| جان كلود رباط | وثب عالي  | 2.20            | =26             | لم يتأهل      | لم يتأهل      |

#### منافسات السيدات
| اسم اللاعبة    | المنافسات    | الدور الأول | الدور الأول | الدور ربع النهاي | الدور ربع النهاي | الدور نصف النهائي | الدور نصف النهائي | الدور النهائي | الدور النهائي |
| اسم اللاعبة    | المنافسات    | النتيجة     | المرتبة     | النتيجة          | المرتبة          | النتيجة           | المرتبة           | النتيجة       | المرتبة       |
| -------------- | ------------ | ----------- | ----------- | ---------------- | ---------------- | ----------------- | ----------------- | ------------- | ------------- |
| غريتا تسلاكيان | سباق 200 متر | 24.30       | 6           | لم تتأهل         | لم تتأهل         | لم تتأهل          | لم تتأهل          | لم تتأهل      | لم تتأهل      |

### الرماية

#### منافسات الرجال
| اسم اللاعب | المنافسات | الأدوار المؤهلة | الأدوار المؤهلة | الدور النهائي | الدور النهائي |
| اسم اللاعب | المنافسات | النقاط          | المرتبة         | النقاط        | المرتبة       |
| ---------- | --------- | --------------- | --------------- | ------------- | ------------- |
| نضال أسمر  | قنص       | 117             | 14              | لم يتأهل      | لم يتأهل      |

### السباحة

#### منافسات الرجال
| اسم اللاعب      | المنافسات        | الدور الأول | الدور الأول | الدور نصف النهائي | الدور نصف النهائي | الدور النهائي | الدور النهائي |
| اسم اللاعب      | المنافسات        | الوقت       | المرتبة     | الوقت             | المرتبة           | الوقت         | المرتبة       |
| --------------- | ---------------- | ----------- | ----------- | ----------------- | ----------------- | ------------- | ------------- |
| عبد الرحمن كعكي | 50 متر سباحة حرة | 24.68       | 57          | لم يتأهل          | لم يتأهل          | لم يتأهل      | لم يتأهل      |

#### منافسات السيدات
| اسم اللاعبة | المنافسات        | الدور الأول | الدور الأول | الدور نصف النهائي | الدور نصف النهائي | الدور النهائي | الدور النهائي |
| اسم اللاعبة | المنافسات        | الوقت       | المرتبة     | الوقت             | المرتبة           | الوقت         | المرتبة       |
| ----------- | ---------------- | ----------- | ----------- | ----------------- | ----------------- | ------------- | ------------- |
| غزل الجبيلي | 50 متر سباحة حرة | 31.00       | =63         | لم تتأهل          | لم تتأهل          | لم تتأهل      | لم تتأهل      |